# Harsyreordningen
Harsyreordningen, på latin Oxilidalis, är en ordning i undergruppen eurosider I av trikolpaterna. 
I nyare klassificeringssystem ingår följande familjer:
- Brunelliaceae
- Ceylonolivväxter (Elaeocarpaceae)
- Connaraceae
- Harsyreväxter (Oxalidaceae)
- Skedträdsväxter (Cunoniaceae)
- Säckfälleväxter (Cephalotaceae)

I det äldre Cronquistsystemet var harsyreväxterna placerade i Geraniales och ceylonolivväxterna var delade mellan Malvales och Polygalales (en ordning som inte finns längre). De som fanns i Polygalales utgjorde familjen Tremandraceae. Övriga familjer ingick i Rosales.